# Josef Selmayr (Unternehmer)
Josef Selmayr (* 28. Januar 1851 in Bogenhausen; † 19. Mai 1909 in München) war ein bayrischer Gutsbesitzer, Ziegeleiunternehmer, Politiker und königlich-bayerischer Kommerzienrat.

## Leben
Josef Selmayr war Sohn des gleichnamigen Bogenhausener Ziegeleibesitzers und Bauern vom „Hanslmarterhof“ Josef Selmayr (1813–1874), der von 1860 bis 1869 Gemeindevorsteher von Bogenhausen war. Seine Mutter war Anna Maria Seidl, geborene Blum (1830–1896).
Die Bogenhausener Familie der Selmayr, die über reichen Bauern- und Grundbesitz verfügte, zählte zu den angesehenen  „Loambaronen“ („Lehm-Barone“) in der Münchner Gegend. 1868 übernahm er vom Vater den „Hanslmarterhof“. Josef Selmayr Jr. war von 1882 bis zur Eingemeindung nach München am 1. Januar 1892 letzter Bürgermeister der Gemeinde Bogenhausen. Den Eingemeindungsbeschluss erreichte er in Übereinstimmung mit der Mehrheit der Gemeindebürger sowie dessen Genehmigung durch den Prinzregenten Luitpold zuvor im Dezember 1891. Selmayr war danach Abgeordneter im Landrat von Oberbayern, einer damals bestehenden Mittelinstanz der Regierung, und Gemeindebevollmächtigter des Magistrats der Haupt- und Residenzstadt München. 1878 heiratete Josef Selmayr Jr. in Bogenhausen die Haidhauserin Pauline Wagner (1858–1922), Tochter des Wirts Franz Paul Wagner und der Ottilie Roth.
1894 ließ er sich in der Möhlstraße 12 eine Villa errichten, die er wenig später wieder verkaufte. Die Villa wurde später abgerissen. 1898 erwarb er das Schlossgut Erching, das sich bis heute im Familienbesitz befindet, und züchtete dort später unter anderem erfolgreich veredelte Landschweine. Der Name J. Selmayr-Erching wurde 1908 in der Deutschen tierärztlichen Wochenschrift neben Felix Hösch (Neukirchen b. Seehausen) und dem Domänenpächter W. Wulf (Gülze, Kreis Bleckede) unter den „bedeutenden Einzelzüchtern“ genannt. Dort auch zu lesen war: „Ausser J. Selmayr-Erching wurde kein einziger süddeutscher Züchter eines Preises gewürdigt und die Sammlungspreise für Genossenschaften gingen gleichfalls alle nach Norddeutschland.“ Im November 1904 setzte er sich in der 8. Sitzung des Landrats von Oberbayern für die Gründung der Kreisgeflügelzuchtanstalt in Erding als fakultatives Unternehmen des Kreises Oberbayern ein, in deren Beirat er berufen wurde. Ebenfalls 1898 ließ er sich von Paul Pfann und Günther Blumentritt in der Ismaninger Straße 95 die heute unter Denkmalschutz stehende „Bürgermeistervilla“ errichten. Sie wurde 1940 von den Nachkommen verkauft. Den 16.717 ha großen Grund zum „Hanslmarterhof“ hatten Josef und Pauline Selmayr bereits 1897 an die Heilmann’sche Immobiliengesellschaft (Heilmann & Littmann OHG) verkauft. Dort, wo sich der „Hanslmarterhof“ befand, steht heute das Finanzgericht München.

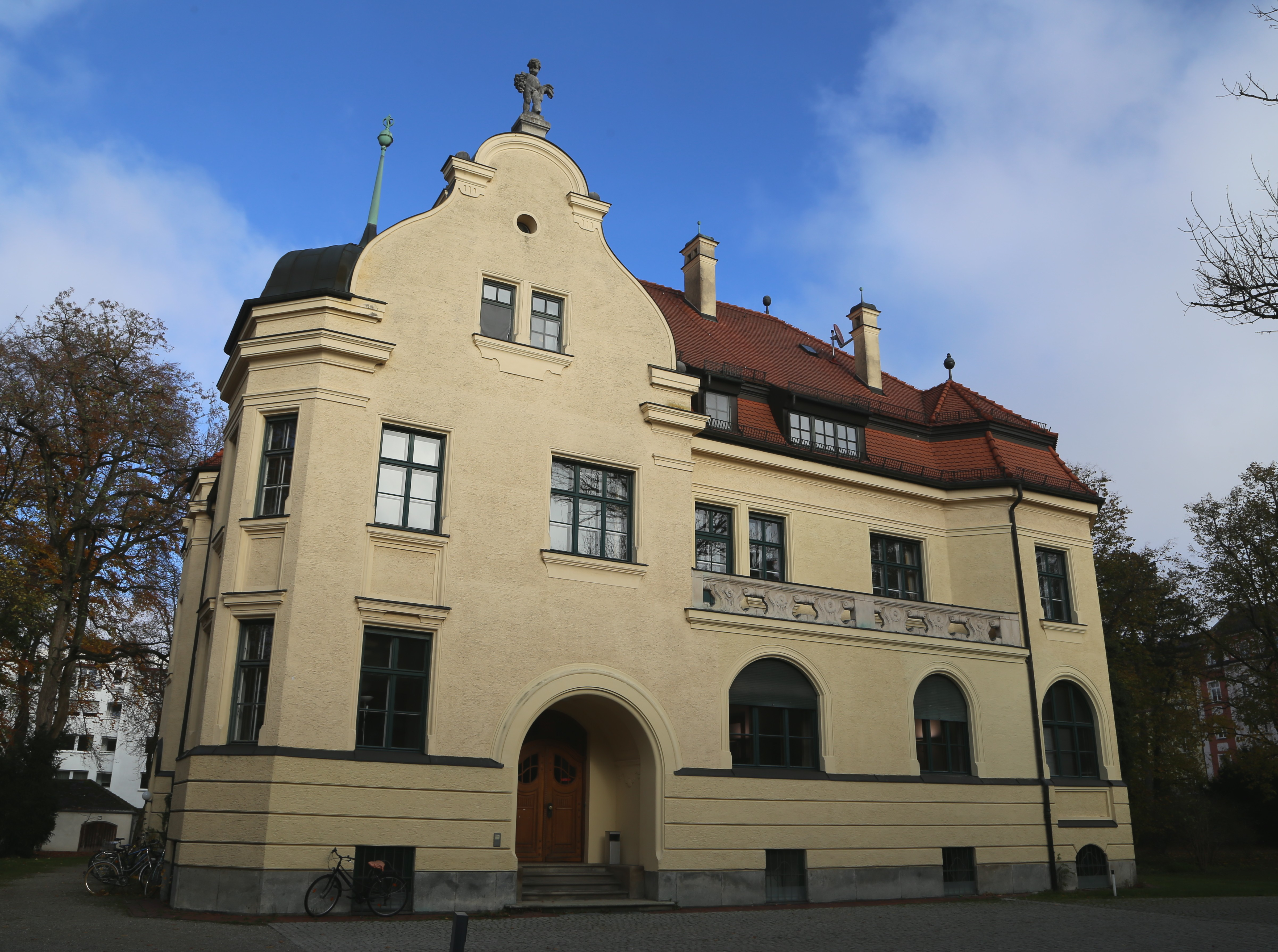
Selmayrs „Bürgermeistervilla“ in Bogenhausen
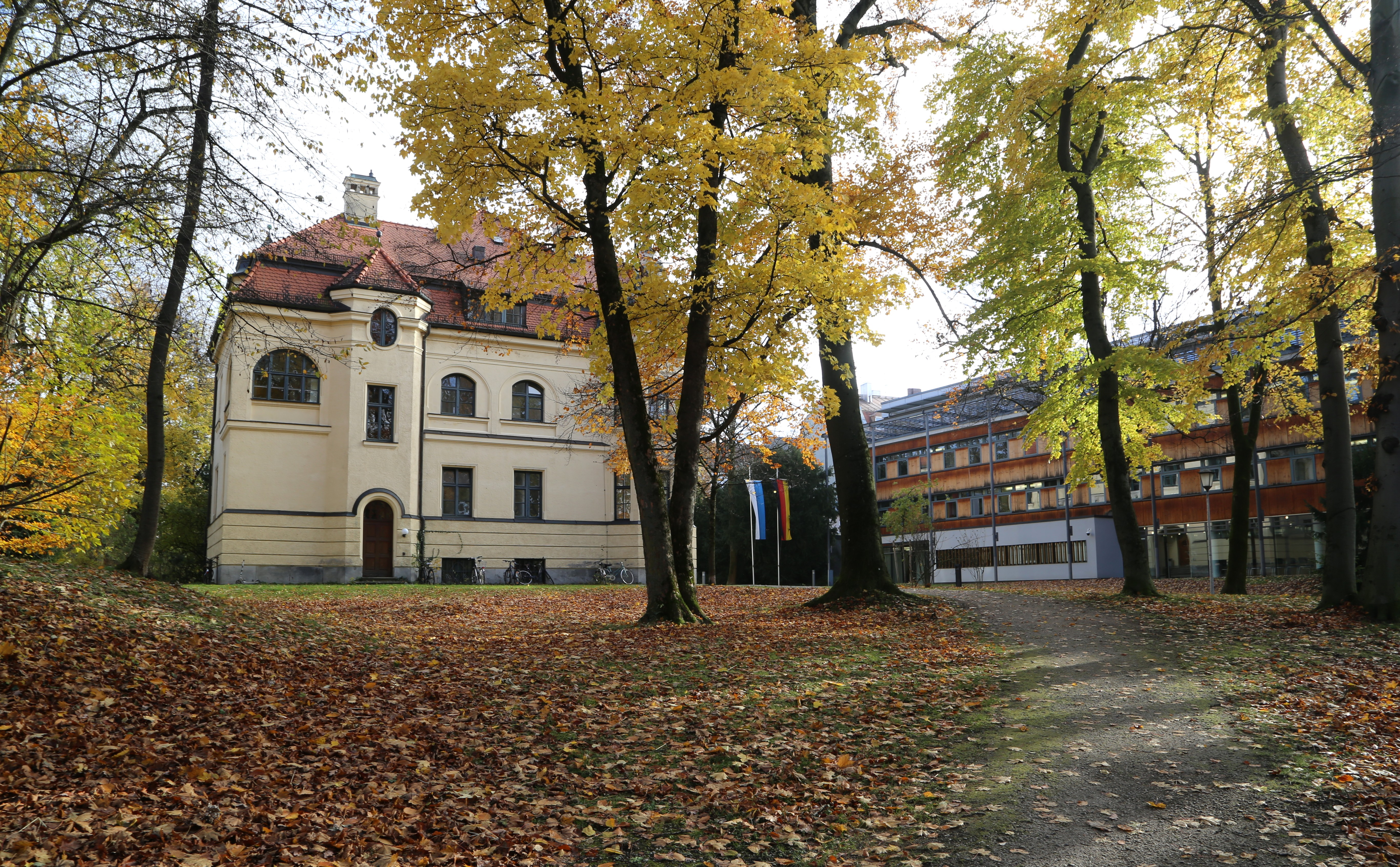
„Bürgermeistervilla“ gesehen vom Bürgermeistergarten
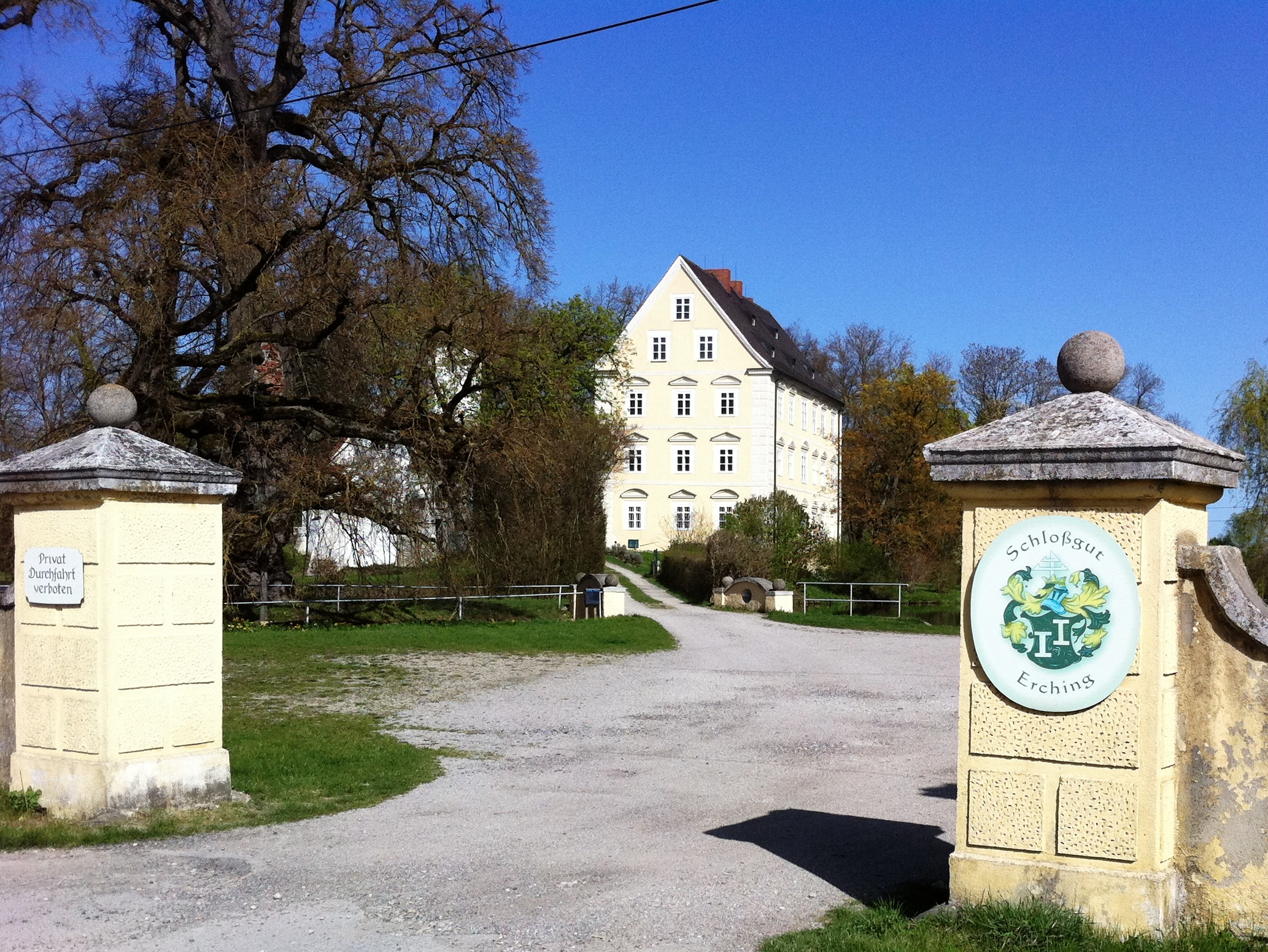
Das 1898 von Selmayr erworbene Schlossgut Erching

Josef Selmayrs 1910 errichtetes Familiengrab befindet sich auf dem Bogenhausener Friedhof, direkt an der Südwand der Kirche St. Georg.

## Bekannte Nachkommen
Josef und Pauline Selmayr hatten zusammen 16 Kinder. Seine Tochter Pauline (1884–1960) heiratete 1908 den Künstler Heinrich Düll, der in der mit Georg Pezold in der Möhlstraße 31 eine Ateliergemeinschaft hatte. Düll gestaltete auch das Familiengrab der Familie Josef Selmayr. Georg Schneider VI. (* 1928), ein Nachkomme aus der Ehe der jüngsten Tochter Anna „Anny“ Selmayr (1899–1987) mit Georg Schneider IV. (Georg Josef Anton Schneider; 1900–1991), leitete die Brauerei Weisses Bräuhaus G. Schneider & Sohn. Enkel seines Bruders Georg war der Brigadegeneral Josef Selmayr.